# 伊达·劳马
伊达·劳马（芬蘭語：Iida Rauma；1984年—），是芬兰作家。她的首部小说《失踪事件之书》（Katoamisten kirja，2011年）得到了赫尔辛基日报文学奖的提名。她的第二部小说《性和数学》（Seksistä ja matematiikasta，2015年）出版于2015年。该书获得了欧盟文学奖、最佳次部文学奖、赫尔辛基都会区图书馆文学奖的提名，并获得了卡莱维·延蒂奖和火使者奖。2022年她凭借其第三部小说《破坏：案例报告》（Hävitys: Tapauskertomus）获得了当年芬兰文学奖。

## 教育与创作
劳马就读过图尔库的一所艺术高中。后来在图尔库大学读政治历史、政治学、性别研究及创意写作，并获得了政治学硕士学位。她也曾在图尔库艺术学院学习过电影制作。
劳马的首部小说《失踪事件之书》探讨结构性的暴力和各式失踪事件。她的第二部小说《性和数学》探讨人类跟自然的关系以及理性的不足之处。据她讲，该小说试图回答由破坏环境的生活方式所带来的问题及焦虑。她的第三步小说《破坏：案例报告》探讨校园暴力、生態災難以及对图尔库市的破坏。
她的两篇文章包括在一本有关创意写作的教科书中。劳马与他人一起创办了名为《三人行》（Ménage à trois）的色情杂志，该杂志旨在挑战大众媒体中的狭窄的人物形象。

## 小说
- . Helsinki: Gummerus. 2011. ISBN 978-951-208-364-0 （芬兰语）.
- . Helsinki: Gummerus. 2015. ISBN 978-951-240-064-5 （芬兰语）.
- . Helsinki: Siltala. 2022. ISBN 978-952-234-977-4 （芬兰语）.